# Carolina Panthers 2012
La stagione 2012 dei Carolina Panthers è stata la 18ª della franchigia nella National Football League, la seconda con Ron Rivera come capo-allenatore. Un giorno dopo la sconfitta dei Panthers contro i Dallas Cowboys, il general manager Marty Hurney fu licenziato.

## Scelte nel Draft 2012
| Giro | Scelta | Giocatore       | Ruolo | College          |
| ---- | ------ | --------------- | ----- | ---------------- |
| 1    | 9      | Luke Kuechly    | LB    | Boston College   |
| 2    | 42     | Amini Silatolu  | G     | Midwestern State |
| 4    | 103    | Frank Alexander | DE    | Oklahoma         |
| 4    | 104    | Joe Adams       | WR    | Arkansas         |
| 5    | 143    | Josh Norman     | CB    | Coastal Carolina |
| 6    | 207    | Brad Nortman    | P     | Wisconsin        |
| 7    | 216    | D.J. Campbell   | S     | California       |

## Staff
| Staff dei Carolina Panthers nella stagione 2012 |
| --- |
| Organi dirigenziali - Proprietario/Fondatore: Jerry Richardson - Presidente: Danny Morrison - General Manager: Marty Hurney Capo allenatore - Ron Rivera Altri allenatori - Qualità e controllo della difesa/Assistente della defensive line: Sam Mills III - Qualità e controllo dell'attacco: Scott Turner - Coordinatore dello sviluppo della forza e della condizione: Joe Kenn - Assistente dello sviluppo della forza e della condizione: Adam Feit - Consulente dell'attacco: Ricky Proehl Allenatori dell'attacco - Coordinatore dell'attacco: Rob Chudzinski - Quarterback: Mike Shula - Running Back: John Settle - Wide Receiver: Fred Graves - Tight End: Pete Hoener - Offensive Line: John Matsko - Assistente Offensive Line: Ray Brown Allenatori della difesa - Coordinatore della difesa: Sean McDermott - Defensive Line: Eric Washington - Linebacker: Warren Belin - Defensive Backfield: vacante Allenatori dello special team - Coordinatore dello Special Team: Brain Murphy |

## Roster
| Roster dei Carolina Panthers nella stagione 2012 |
| --- |
| Quarterback - 3 Derek Anderson - 2 Jimmy Clausen - 1 Cam Newton Running Back - 28 Jonathan Stewart - 35 Mike Tolbert RB/FB - 34 DeAngelo Williams Wide Receiver - 15 Joe Adams - 14 Armanti Edwards - 11 Brandon LaFell - 83 Louis Murphy - 81 Kealoha Pilares - 89 Steve Smith Tight End - 82 Gary Barnidge - 47 Richie Brockel - 84 Ben Hartsock - 88 Greg Olsen Offensive Linemen - 77 Byron Bell G - 62 Jeff Byers C - 73 Bruce Campbell G - 69 Jordan Gross T - 63 Geoff Hangartner OL - 67 Ryan Kalil C - 74 Mike Pollak G/C - 61 Amini Silatolu G - 64 Zach Williams G Defensive Linemen - 90 Frank Alexander DE - 93 Antwane Applewhite DE - 92 Dwan Edwards DT - 96 Ron Edwards DT - 94 Sione Fua DT - 76 Greg Hardy DE - 95 Charles Johnson DE - 99 Frank Kearse DT - 98 Thomas Keiser DE Linebacker - 50 James Anderson OLB - 52 John Beason ILB - 58 Thomas Davis OLB - 46 Phillip Dillard MLB - 40 Luke Kuechly OLB - 55 Kenny Onatolu OLB - 53 Jason Philips ILB - 57 Jordan Senn OLB Defensive Back - 26 D.J. Campbell - 20 Chris Gamble CB - 30 Charles Godfrey SS - 42 Colin Jones FS - 23 Sherrod Martin FS - 41 Captain Munnerlyn CB - 43 Haruki Nakamura FS - 37 Jonathan Nelson FS - 24 Josh Norman CB - 22 Josh Thomas CB Special Team - 10 J.J. Jansen LS - 6 Justin Medlock K - 8 Brad Nortman P Lista delle riserve - 12 David Gettis WR (PUP) - 21 Brandon Hogan CB (IR) - 68 Andre Neblett DT (Sospeso) - 40 Nate Ness CB (IR) - 33 Tauren Poole RB (IR) - 75 Lee Ziemba OT (IR) Squadra di allenamento - 60 Bryant Browning G - 18 Lamont Bryant WR - 78 Nate Chandler DT - 9 Jared Green WR - 25 Ron Parker CB - 80 Nelson Rosario TE - 36 Armond Smith RB - 64 Zack Williams G 53 attivi, 6 inattivi, 8 nella squadra di allenamento, 0 free agent |
| Legenda - I rookie sono in corsivo. - Il primo ruolo è il principale mentre gli eventuali successivi indicano i ruoli secondari. - (IR) sta per Injured Reserve ed indica la lista ristretta per un solo giocatore infortunato che può tornare ad allenarsi dopo la settimana 6 e a rientrare in prima squadra dopo che questa ha giocato 8 partite. - (NF-Inj.) / (NF-Ill.) stanno rispettivamente per Non-Football Injured e Non-Football Illness ed indicano le liste dove viene inserito un giocatore che ha un infortunio o una malattia non dipendente dal football americano. - (PUP) sta per Physically Unable to Perform ed indica la lista dove viene inserito un giocatore mentre è in attesa di recuperare la condizione fisica. Nella stagione regolare dopo la sesta partita giocata dalla propria squadra, il giocatore ha tempo tre settimane per riprendere ad allenarsi, più tre settimane aggiuntive dal suo rientro agli allenamenti per rientrare in prima squadra. |

## Calendario

### Stagione regolare

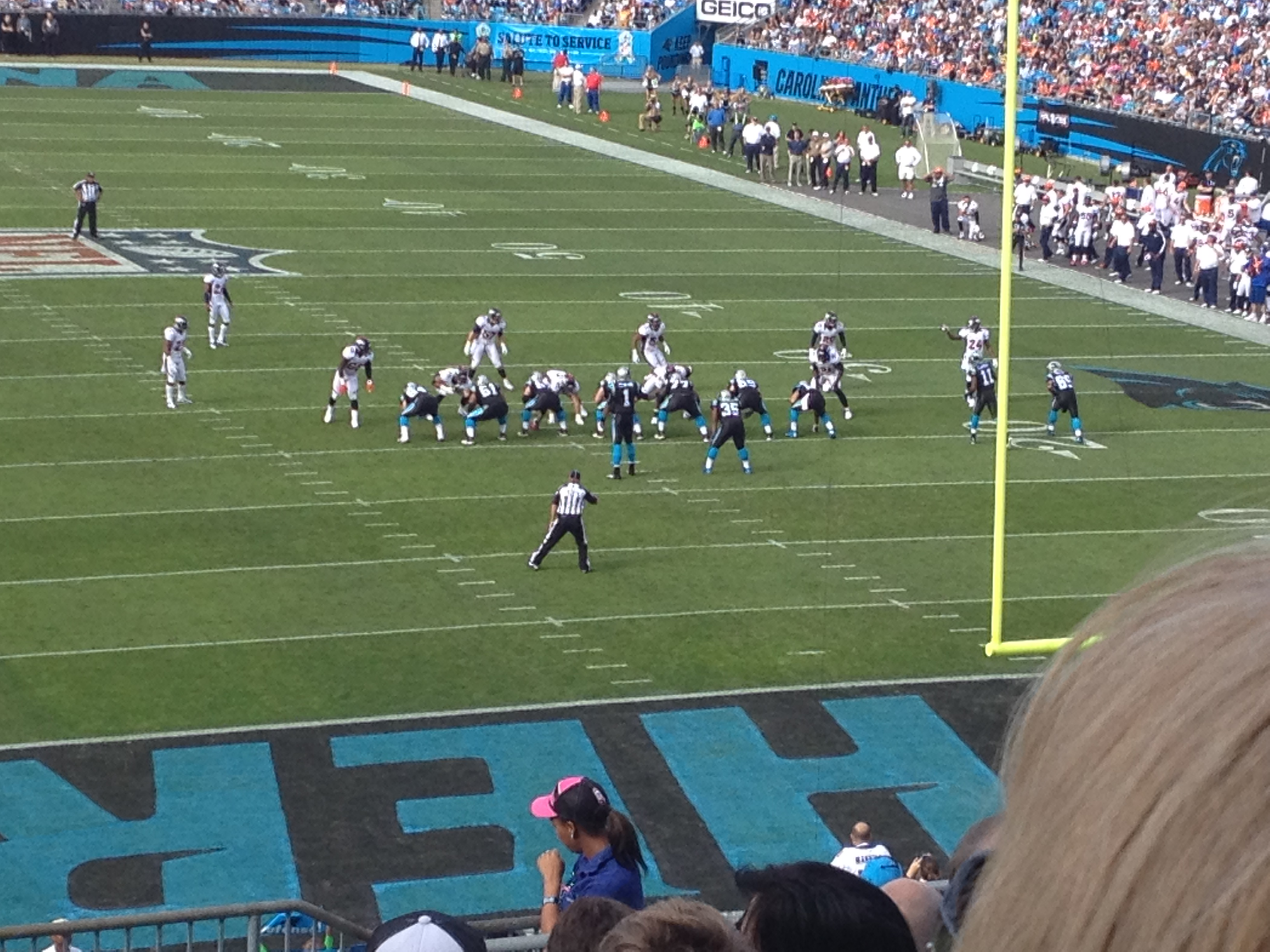
L'attacco dei Panthers

| Turno | Data               | Ora                | Avversario              | Risultato          | Risultato          | Stadio                  | TV                 | Tabellino          |
| Turno | Data               | Ora                | Avversario              | Punteggio          | Record             | Stadio                  | TV                 | Tabellino          |
| ----- | ------------------ | ------------------ | ----------------------- | ------------------ | ------------------ | ----------------------- | ------------------ | ------------------ |
| 1     | 9/9                | 4:25 p.m. EDT      | at Tampa Bay Buccaneers | S 10–16            | 0–1                | Raymond James Stadium   | Fox                | Recap              |
| 2     | 16/9               | 1:00 p.m. EDT      | New Orleans Saints      | V 35–27            | 1–1                | Bank of America Stadium | Fox                | Recap              |
| 3     | 20/9               | 8:20 p.m. EDT      | New York Giants         | S 7–36             | 1–2                | Bank of America Stadium | NFLN               | Recap              |
| 4     | 30/9               | 1:00 p.m. EDT      | at Atlanta Falcons      | S 28–30            | 1–3                | Georgia Dome            | Fox                | Recap              |
| 5     | 7/10               | 4:05 p.m. EDT      | Seattle Seahawks        | S 12–16            | 1–4                | Bank of America Stadium | Fox                | Recap              |
| 6     | Settimana di pausa | Settimana di pausa | Settimana di pausa      | Settimana di pausa | Settimana di pausa | Settimana di pausa      | Settimana di pausa | Settimana di pausa |
| 7     | 21/10              | 1:00 p.m. EDT      | Dallas Cowboys          | S 14–19            | 1–5                | Bank of America Stadium | Fox                | Recap              |
| 8     | 28/10              | 1:00 p.m. EDT      | at Chicago Bears        | S 22–23            | 1–6                | Soldier Field           | Fox                | Recap              |
| 9     | 4/11               | 1:00 p.m. EST      | at Washington Redskins  | V 21–13            | 2–6                | FedEx Field             | Fox                | Recap              |
| 10    | 11/11              | 1:00 p.m. EST      | Denver Broncos          | S 14–36            | 2–7                | Bank of America Stadium | CBS                | Recap              |
| 11    | 18/11              | 1:00 p.m. EST      | Tampa Bay Buccaneers    | S 21–27 (DTS)      | 2–8                | Bank of America Stadium | Fox                | Recap              |
| 12    | 26/11              | 8:30 p.m. EST      | at Philadelphia Eagles  | V 30–22            | 3–8                | Lincoln Financial Field | ESPN               | Recap              |
| 13    | 2/12               | 1:00 p.m. EST      | at Kansas City Chiefs   | S 21–27            | 3–9                | Arrowhead Stadium       | Fox                | Recap              |
| 14    | 9/12               | 1:00 p.m. EST      | Atlanta Falcons         | V 30–20            | 4–9                | Bank of America Stadium | Fox                | Recap              |
| 15    | 16/12              | 4:05 p.m. EST      | at San Diego Chargers   | V 31–7             | 5–9                | Qualcomm Stadium        | Fox                | Recap              |
| 16    | 23/12              | 1:00 p.m. EST      | Oakland Raiders         | V 17–6             | 6–9                | Bank of America Stadium | CBS                | Recap              |
| 17    | 30/12              | 1:00 p.m. EST      | at New Orleans Saints   | V 44–38            | 7–9                | Mercedes-Benz Superdome | Fox                | Recap              |

## Premi
- Luke Kuechly:

rookie difensivo dell'anno